# 安德森鎮區 (內布拉斯加州瑟斯頓縣)
安德森鎮區（英語：Anderson Township）是位於美國內布拉斯加州瑟斯頓縣的一個行政鎮區。

## 地方資料
安德森鎮區的面積為80.04平方千米，當中陸地面積為79.30平方千米，而水域面積為0.74平方千米。根據2020年美國人口普查的數據，當地共有人口126人，而人口密度為每平方千米1.57人。